# Канчеллара, Фабиан
Фабиа́н Канчелла́ра (нем. Fabian Cancellara; род. 18 марта 1981 года, Берн, Швейцария) — швейцарский профессиональный шоссейный велогонщик, закончивший карьеру после сезона 2016 года. Двукратный олимпийский чемпион в индивидуальной гонке (2008 и 2016), 4-кратный чемпион мира в индивидуальной гонке на время с раздельным стартом. Победитель трёх из пяти «монументов велоспорта»: Тура Фландрии (трижды), Париж — Рубе (трижды) и Милан — Сан-Ремо.
На 2010 год являлся лучшим раздельщиком, его преимущество над всеми остальными порой было так велико, что итальянские журналисты писали о моторе, спрятанном в раме его велосипеда.

## Победы
1998
 Чемпионат мира среди юниоров, гонка с раздельным стартом
1999
 Чемпионат мира среди юниоров, гонка с раздельным стартом
2001
 Общий зачёт и пролог Тур Родоса
Гран-при Эдди Меркса
Дуо Норманд
2002
 Чемпионат Швейцарии, гонка с раздельным стартом
Гран-при Эдди Меркса
 Общий зачёт и 3b этап Гран-при Эрика Брюкинка
 Общий зачёт и пролог Тур Родоса
ЗЛМ Тур
1-й этап Тур Австрии
3-й этап Ytong Bohemia Tour
2003
Пролог Тур Швейцарии
Пролог и спринтерская классификация Тур Романдии
4-й этап Тур Бельгии
6-й этап (командная разделка) Тур Средиземноморья
2004
 Чемпионат Швейцарии, гонка с раздельным стартом
Пролог Тур де Франс
1-й этап Сетмана Каталана
4-й этап Тур Люксембурга
4-й этап Тур Катара
2005
 Чемпионат Швейцарии, гонка с раздельным стартом
4-й этап Париж — Ницца
4-й этап Тур Люксембурга
5-й этап Сетмана Каталана
2006
 Чемпионат мира, гонка с раздельным стартом
 Чемпионат Швейцарии, гонка с раздельным стартом
Париж — Рубе
Пролог Вуэльта Каталонии
5-й этап Тиррено — Адриатико
 Общий зачёт, 2-й и 5-й этапы Danmark Rundt
1-й этап (командная разделка) Вуэльты Испании
2007
 Чемпионат мира, гонка с раздельным стартом
 Чемпионат Швейцарии, гонка с раздельным стартом
Пролог и 3-й этап Тур де Франс
Пролог и 9-й этап Тур Швейцарии
2008
 Олимпийские игры, гонка с раздельным стартом
 Чемпионат Швейцарии, гонка с раздельным стартом
Милан — Сан-Ремо
Пролог Тур Калифорнии
Монте Паски Эроика
 Общий зачёт и 5-й этап Тиррено-Адриатико
7-й и 9-й этапы, спринтерская классификация Тур Швейцарии
2009
 Чемпионат мира, гонка с раздельным стартом
 Чемпионат Швейцарии, групповая гонка
1-й этап Тур де Франс
1-й и 7-й этапы Вуэльты Испании
Пролог Тур Калифорнии
 Общий зачёт, пролог, 9-й этап и спринтерская классификация Тур Швейцарии
2010
 Чемпионат мира, гонка с раздельным стартом
 Тур Омана
Париж-Рубе
Приз Фландрии
Тур Фландрии
Пролог Тур Швейцарии
Пролог и 19-й этап Тур де Франс
2011
 Чемпионат Швейцарии, групповая гонка
Тур Швейцарии
Пролог
8-й этап (индивидуальная гонка)
Пролог Тур Люксембурга
7-й этап (индивидуальная гонка) Тиррено — Адриатико
Приз Фландрии
1-й этап (командная разделка) Вуэльта Испании
2012
Пролог Тур де Франс
Монтепаски Страде Бьянке
7-й этап (индивидуальная гонка) Тиррено — Адриатико
 Чемпионат Швейцарии, гонка с раздельным стартом
2013
Тур Фландрии
E3 Харелбеке
Париж-Рубе
 Чемпионат Швейцарии, гонка с раздельным стартом
7-й этап (индивидуальная гонка) Тур Австрии
11-й этап (индивидуальная гонка) Вуэльта Испании
2014
Тур Фландрии
 Чемпионат Швейцарии, гонка с раздельным стартом
2015
2-й этап Тур Омана
7-й этап (индивидуальная гонка) Тиррено — Адриатико
2016
 Олимпийские игры, гонка с раздельным стартом
 Чемпионат Швейцарии, гонка с раздельным стартом
Страде Бьянке
7-й этап (индивидуальная гонка) Тиррено — Адриатико
1-й этап (индивидуальная гонка) Тур Швейцарии
3-й этап (индивидуальная гонка) Вуэльта Алгарве
Trofeo Serra de Tramuntana

## Статистика выступлений на Гранд Турах
- Тур де Франс
  - Участие:11
    - 2004: 109; Победа в Прологе;  Майка лидера в течение 2 дней
    - 2005: 128
    - 2007: 100; Победа в Прологе и на этапе 3;  Майка лидера в течение 7 дней
    - 2008: 64; Победа на этапе 20
    - 2009: 91; Победа на этапе 1;  Майка лидера в течение 6 дней
    - 2010: 121; Победа в Прологе и на этапе 19;  Майка лидера в течение 6 дней
    - 2011: 119
    - 2012: сход перед 11 этапом; Победа в Прологе;  Майка лидера в течение 7 дней
    - 2014: сход перед 11 этапом
    - 2015: сход перед 4 этапом;  Майка лидера в течение 1 дня
    - 2016: сход перед 18 этапом

- Джиро д’Италия
  - Участие:3
    - 2007: сход перед 12 этапом
    - 2009: сход перед 12 этапом
    - 2016: сход перед 10 этапом
- Вуэльта Испании
  - Участие:7
    - 2006: сход на 12 этапе
    - 2009: сход перед 14 этапом; Победа на 1 и 7 этапе;  Майка лидера в течение 5-ти дней
    - 2010: сход на 19 этапе
    - 2011: сход перед 17 этапом; Победа на этапе 1 (ТТТ)
    - 2013: сход перед 18 этапом; Победа на этапе 11 (ITT)
    - 2014: сход перед 18 этапом
    - 2015: сход на 3 этапе